# Ángel Lamas Arroyo
Ángel Lamas Arroyo va ser un militar espanyol que va participar en la Guerra civil espanyola.

## Biografia
Militar professional, pertanyia a l'arma d'infanteria. Persona d'ideologia dretana, després de l'esclat de la Guerra civil va mantenir una posició inicial de no posicionar-se. Simpatitzant pro-franquista, durant la contesa va mantenir una actitud derrotista i va arribar a col·laborar amb les forces revoltades. Tanmateix, això no li va impedir ocupar llocs rellevants en l'Exèrcit Popular de la República. En la zona centre va arribar a exercir la prefectura d'Estat Major de la 6a Divisió, del I Cos d'Exèrcit i, posteriorment, del VII Cos d'Exèrcit. En el front nord seria cap d'Estat Major del I Cos d'Exèrcit d'Euzkadi i de l'Exèrcit del Nord.
Va ser capturat pels franquistes durant la batalla de Santander, encara que no va sofrir represàlies.